# Tiumpan Head
Tiumpan Head är en udde i Storbritannien.   Den ligger i kommunen Yttre Hebriderna och riksdelen Skottland, i den nordvästra delen av landet, 800 km nordväst om huvudstaden London. Tiumpan Head ligger på ön Lewis with Harris.
Terrängen inåt land är platt. Havet är nära Tiumpan Head åt nordost.